# Mako Vunipola
Mako Vunipola (* 13. Januar 1991 in Wellington, Neuseeland) ist ein englischer Rugby-Union-Spieler. Er spielt als Pfeiler für die englische Nationalmannschaft, die British and Irish Lions und die Saracens. 

## Kindheit und Ausbildung
Vunipola wurde in Wellington geboren als Sohn des ehemaligen tongaischen Rugbyspielers Fe’ao Vunipola. Sein Vater wechselte 1998 zum Pontypool RFC nach Wales, sodass Mako zunächst dort zur Schule ging und Rugby spielte. Später wechselte er auf die Privatschule Millfield im englischen Somerset. So qualifizierte er sich für die Jugendauswahlen Englands.

## Karriere

### Verein
Vunipola debütierte 2010 in der English Premiership für Bristol Rugby. 2011 wechselte er zu den Saracens, für die er seitdem aktiv ist. Er hat mit den Sarries vier Meistertitel (2015, 2016, 2018 und 2019) und drei Mal den European Rugby Champions Cup (2016, 2017, 2019) gewonnen.

### Nationalmannschaft
Vunipola gab im November 2012 gegen Fidschi sein Debüt für England. Im folgenden Jahr war er erstmals Teil der British and Irish Lions und kam in allen drei Spielen der Testserie gegen Australien zum Einsatz. 2017 wurde er erneut für die Lions nominiert und spielte abermals in allen Partien der Testserie, Gegner war diesmal Neuseeland. Seinen ersten Versuch für England legt er 2014 gegen Italien. 2015 war er Teil des WM-Kaders und kam in allen vier Spielen zum Einsatz. 2016 gelang ihm mit der Nationalmannschaft der Gewinn des Grand Slams bei den Six Nations.

## Privatleben
Mako Vunipola kommt aus einer Rugbyfamilie. Neben seinem Vater sind auch seine Onkel Manu Vunipola und Elisi Vunipola (beide Nationalspieler Tongas), sein Bruder Billy Vunipola (englischer Nationalspieler und Mannschaftskollege bei den Saracens) sowie die Cousins Taulupe Faletau (walisischer Nationalspieler) und Manu Vunipola (auch aktiv bei den Saracens) professionelle Rugbyspieler. Seine Mutter ist Pastorin in High Wycombe.